# Распадок

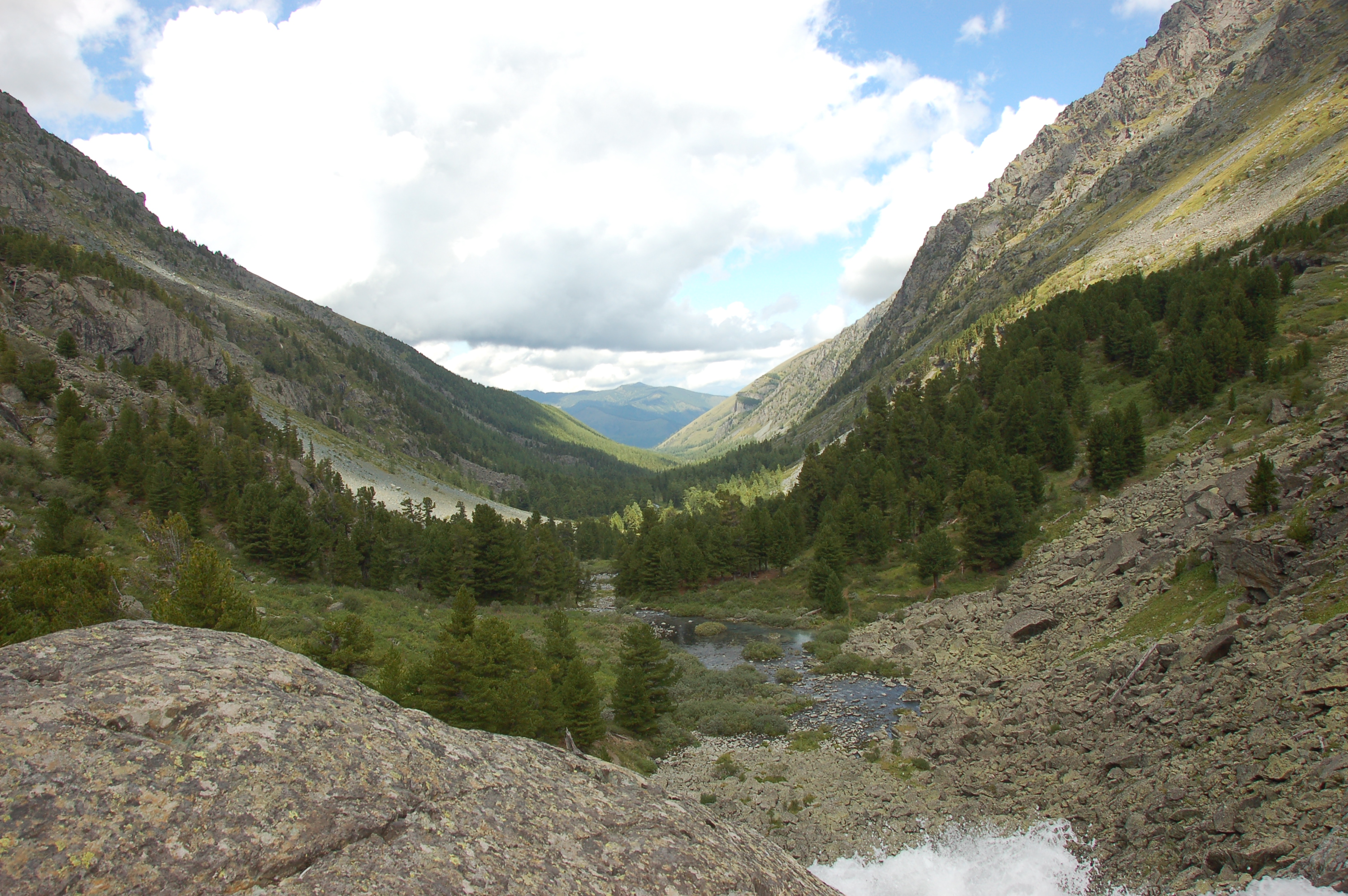
Распадок на Алтае

Распадок — элемент рельефа местности, представляющий собой низменность у подножья (на стыке) соседних сопок или пологих гор. Обычно распадком называют достаточно длинную, от одного километра, территорию, пролегающую между крупными сопками или целыми хребтами. В скалистой местности аналогом является ущелье.
Чаще всего распадок содержит обильную растительность различного вида, так как в него стекает вода со склонов и в нём образуются русла малых рек или ручьёв. В своём большинстве распадки затенены значительную часть дня, в связи с чем в них микроклимат в целом холоднее, чем на соседних склонах — весной в них дольше всего сохраняется снег.